# Botic van de Zandschulp
 (août 2024).
Si vous disposez d'ouvrages ou d'articles de référence ou si vous connaissez des sites web de qualité traitant du thème abordé ici, merci de compléter l'article en donnant les références utiles à sa vérifiabilité et en les liant à la section « Notes et références ».
Botic van de Zandschulp, né le 4 octobre 1995 à Wageningue, est un joueur de tennis néerlandais, professionnel depuis 2016.

## Carrière
Botic van de Zandschulp se fait remarquer sur le circuit secondaire en 2019 en s'imposant sur les tournois de Nussloch, Bolton et Prijedor. Il remporte au mois d'octobre son premier Challenger à Hambourg et confirme l'année suivante en disputant deux autres finales en Allemagne à Coblence et Ismaning.

### 2021: 1/4 à l'US Open
Il est quart de finaliste du tournoi ATP de Melbourne puis se qualifie pour l'Open d'Australie. Il enregistre de bons résultats dans les autres tournois du Grand Chelem en écartant tout d'abord le 20e mondial Hubert Hurkacz au premier tour à Roland-Garros et en passant également un tour à Wimbledon. Toujours issu des qualifications, il se distingue particulièrement à l'US Open avec une victoire sur le no 11 mondial Casper Ruud au deuxième tour. Il bat ensuite Facundo Bagnis, puis le no 14 mondial Diego Schwartzman pour atteindre les quarts de finale où il est éliminé par le no 2 mondial Daniil Medvedev.

### 2022: première finale à Munich
Il atteint sa première finale sur le circuit ATP à Munich après avoir battu le no 7 mondial Casper Ruud en quarts de finale. Il s'incline face à Holger Rune sur abandon dans le premier set.
En mai, il obtient son meilleur résultat au tournoi de Roland-Garros en atteignant le troisième tour.
En juin, il se qualifie pour les demi-finales du tournoi du Queen's en battant notamment Grigor Dimitrov et Alejandro Davidovich Fokina. Il perd ensuite en deux sets contre l'Italien Matteo Berrettini (4-6, 3-6), champion en titre.
À Wimbledon, après avoir battu le vétéran Feliciano López, le Finlandais Emil Ruusuvuori, puis le Français Richard Gasquet, ancien demi-finaliste du tournoi, il atteint pour la première fois de sa carrière les huitièmes de finale à Wimbledon. Il est éliminé par Rafael Nadal, tête de série numéro deux du tournoi en trois sets (4-6, 2-6, 6-7).

### 2023: seconde finale à Munich
Fin avril, il atteint pour la deuxième fois de sa carrière la finale d'un tournoi ATP à Munich comme l'année précédente. Il s'impose contre le qualifié Aslan Karatsev (6-2, 6-0) et les Américains Marcos Giron (7-6, 6-3) et Taylor Fritz (6-4, 7-6). Comme l'année précédente, il affronte le jeune Holger Rune et s'incline de nouveau malgré quatre balles de match obtenues (4-6, 6-1, 6-7).

## Palmarès

### Finales en simple
| No | Date       | Nom et lieu du tournoi | Catégorie | Dotation  | Surface      | Vainqueur   | Score          |          |
| -- | ---------- | ---------------------- | --------- | --------- | ------------ | ----------- | -------------- | -------- |
| 1  | 25-04-2022 | BMW Open, Munich       | ATP 250   | 534 555 € | Terre (ext.) | Holger Rune | 3-4 ab.        | Parcours |
| 2  | 17-04-2023 | BMW Open, Munich       | ATP 250   | 562 815 € | Terre (ext.) | Holger Rune | 6-4, 1-6, 7-63 | Parcours |

### Titre en double messieurs
| No | Date       | Nom et lieu du tournoi     | Catégorie | Dotation  | Surface    | Partenaire        | Finalistes                     | Score             |          |
| -- | ---------- | -------------------------- | --------- | --------- | ---------- | ----------------- | ------------------------------ | ----------------- | -------- |
| 1  | 17-10-2022 | European Open Anvers       | ATP 250   | 648 130 € | Dur (int.) | Tallon Griekspoor | Rohan Bopanna Matwé Middelkoop | 3-6, 6-3, [10-5]  | Parcours |
| 2  | 27-01-2025 | Open Occitanie Montpellier | ATP 250   | 596 035 € | Dur (int.) | Robin Haase       | Tallon Griekspoor Bart Stevens | 67-7, 6-3, [10-5] | Parcours |

### Finales en double messieurs
| No | Date       | Nom et lieu du tournoi           | Catégorie    | Dotation    | Surface      | Vainqueurs                   | Partenaire         | Score             |          |
| -- | ---------- | -------------------------------- | ------------ | ----------- | ------------ | ---------------------------- | ------------------ | ----------------- | -------- |
| 1  | 20-02-2023 | Qatar ExxonMobil Open Doha       | ATP 250      | 1 377 025 $ | Dur (ext.)   | Rohan Bopanna Matthew Ebden  | Constant Lestienne | 65-7, 6-4, [10-6] | Parcours |
| 2  | 10-05-2023 | Internazionali BNL d'Italia Rome | Masters 1000 | 7 705 780 € | Terre (ext.) | Hugo Nys Jan Zieliński       | Robin Haase        | 7-5, 6-1          | Parcours |
| 3  | 12-02-2024 | ABN AMRO Open Rotterdam          | ATP 500      | 2 134 985 € | Dur (int.)   | Wesley Koolhof Nikola Mektić | Robin Haase        | 6-3, 7-5          | Parcours |

## Parcours dans les tournois duGrand Chelem

### En simple
| Année | Open d'Australie | Open d'Australie  | Internationaux de France | Internationaux de France | Wimbledon      | Wimbledon            | US Open        | US Open         |
| ----- | ---------------- | ----------------- | ------------------------ | ------------------------ | -------------- | -------------------- | -------------- | --------------- |
| 2021  | 1er tour (1/64)  | Carlos Alcaraz    | 2e tour (1/32)           | A. Davidovich Fokina     | 2e tour (1/32) | Matteo Berrettini    | 1/4 de finale  | Daniil Medvedev |
| 2022  | 3e tour (1/16)   | Daniil Medvedev   | 3e tour (1/16)           | Rafael Nadal             | 1/8 de finale  | Rafael Nadal         | 2e tour (1/32) | Corentin Moutet |
| 2023  | 2e tour (1/32)   | Tallon Griekspoor | 1er tour (1/64)          | T. A. Tirante            | 2e tour (1/32) | A. Davidovich Fokina | 2e tour (1/32) | Daniel Evans    |
| 2024  | 1er tour (1/64)  | Jannik Sinner     | 1er tour (1/64)          | Fabio Fognini            | 2e tour (1/32) | Ugo Humbert          | 3e tour (1/16) | Jack Draper     |
| 2025  | 1er tour (1/64)  | Alex de Minaur    | 1er tour (1/64)          | Emilio Nava              | 2e tour (1/32) | A. Davidovich Fokina |                |                 |

N.B. : à droite du résultat se trouve le nom de l'ultime adversaire.

### En double messieurs
| 2022 | 2e tour (1/16) R. Haase \|\| style="text-align:left;" \| Pablo Andújar Pedro Martínez | 1er tour (1/32) T. Griekspoor \|\| style="text-align:left;" \| W. Koolhof N. Skupski | 1er tour (1/32) M. McDonald \|\| style="text-align:left;" \| John Peers Filip Polášek | — | —                                                                                |                                                                                 |
| 2023 | —                                                                                     | —                                                                                    | —                                                                                     | — | 1er tour (1/32) M. Giron \|\| style="text-align:left;" \| R. Galloway L. Harris  | 1er tour (1/32) P. Oswald \|\| style="text-align:left;" \| A. Behar A. Pavlásek |
| 2024 | 1er tour (1/32) M. McDonald \|\| style="text-align:left;" \| S. González N. Skupski   | 2e tour (1/16) R. Haase \|\| style="text-align:left;" \| T. Macháč Zhang Z.          | —                                                                                     | — | 1er tour (1/32) M. Giron \|\| style="text-align:left;" \| M. Purcell J. Thompson |                                                                                 |

N.B. : le nom du partenaire se trouve sous le résultat ; les noms des ultimes adversaires se trouvent à droite.

## Parcours dans lesMasters 1000
| Année | Indian Wells           | Miami                       | Monte-Carlo       | Madrid                | Rome             | Canada            | Cincinnati          | Shanghai                 | Paris                   |
| ----- | ---------------------- | --------------------------- | ----------------- | --------------------- | ---------------- | ----------------- | ------------------- | ------------------------ | ----------------------- |
| 2021  | 1er tour M. Giron      | —                           | —                 | —                     | —                | —                 | —                   | n.o.                     | —                       |
| 2022  | 3e tour M. Kecmanović  | 1er tour M. Kukushkin       | 1er tour S. Korda | 2e tour D. Goffin     | 2e tour C. Ruud  | 2e tour C. Norrie | 2e tour D. Medvedev | n.o.                     | 1er tour G. Dimitrov    |
| 2023  | 2e tour I. Ivashka     | 1/8 de finale E. Ruusuvuori | 2e tour C. Ruud   | 2e tour A. Karatsev   | 2e tour L. Djere | —                 | —                   | 2e tour U. Humbert       | 1/8 de finale A. Rublev |
| 2024  | 1er tour D. Shapovalov | 2e tour U. Humbert          | —                 | 2e tour U. Humbert    | 2e tour F. Auger | —                 | —                   | 2e tour T. M. Etcheverry | —                       |
| 2025  | 3e tour F. Cerúndolo   | —                           | —                 | 1er tour J.-L. Struff | —                | —                 | —                   |                          |                         |

N.B. : sous le résultat se trouve le nom de l’ultime adversaire.

## Victoires sur le top 10
Toutes ses victoires sur des joueurs classés dans le top 10 de l'ATP lors de la rencontre.
| Légende      |
| Grand Chelem |
| Masters 1000 |
| ATP 500      |
| ATP 250      |
| Coupe Davis  |

| # | B.v.d.Z. | Tournoi           | Année | Surface      | Adversaire            | Rang  | Tour   | Score           |
| - | -------- | ----------------- | ----- | ------------ | --------------------- | ----- | ------ | --------------- |
| 1 | no 69    | Saint-Pétersbourg | 2021  | Dur (int.)   | Andrey Rublev         | no 6  | 1/4    | 6-3, 6-4        |
| 2 | no 47    | Indian Wells      | 2022  | Dur          | Félix Auger-Aliassime | no 9  | 1/32   | 7-64, 64-7, 6-3 |
| 3 | no 40    | Munich            | 2022  | Terre battue | Casper Ruud           | no 7  | 1/4    | 7-5, 6-1        |
| 4 | no 35    | Coupe Davis       | 2022  | Dur (int.)   | Cameron Norrie        | no 8  | Poules | 6-4, 6-2        |
| 5 | no 32    | Miami             | 2023  | Dur          | Casper Ruud           | no 4  | 1/16   | 3-6, 6-4, 6-4   |
| 6 | no 29    | Munich            | 2023  | Terre battue | Taylor Fritz          | no 10 | 1/2    | 6-4, 7-62       |
| 7 | no 74    | US Open           | 2024  | Dur          | Carlos Alcaraz        | no 3  | 1/32   | 6-1, 7-5, 6-4   |
| 8 | no 85    | Indian Wells      | 2025  | Dur          | Novak Djokovic        | no 7  | 1/32   | 6-2, 3-6, 6-1   |

## Classements ATP en fin de saison
| Année          | 2015 | 2016 | 2017 | 2018 | 2019 | 2020 | 2021 | 2022 | 2023 | 2024 |
| Rang en simple | 1175 | 434  | 411  | 562  | 199  | 156  | 57   | 35   | 50   | 80   |
| Rang en double | –    | 627  | 253  | 435  | 433  | 307  | 343  | 122  | 84   | 192  |

Source : (en) Classements de Botic van de Zandschulp sur le site officiel de la Fédération internationale de tennis